# Colonia artística de Étaples

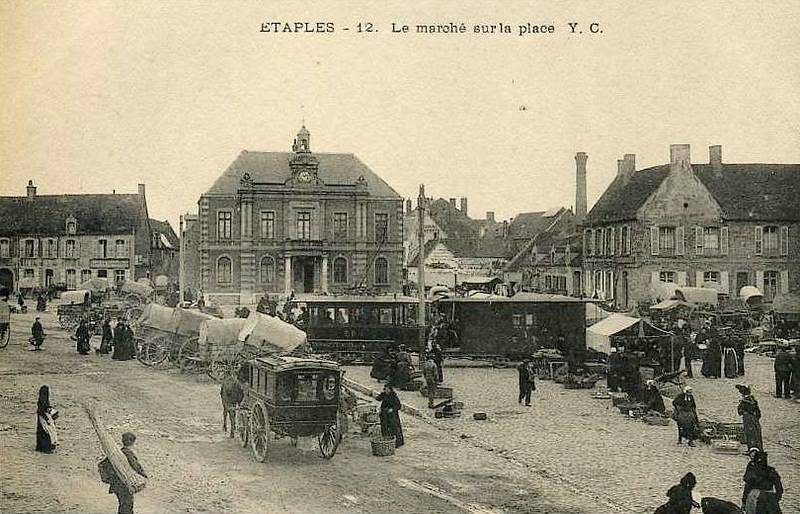
La plaza del mercado y el ayuntamiento de Étaples, poco después de la construcción del tranvía en 1900

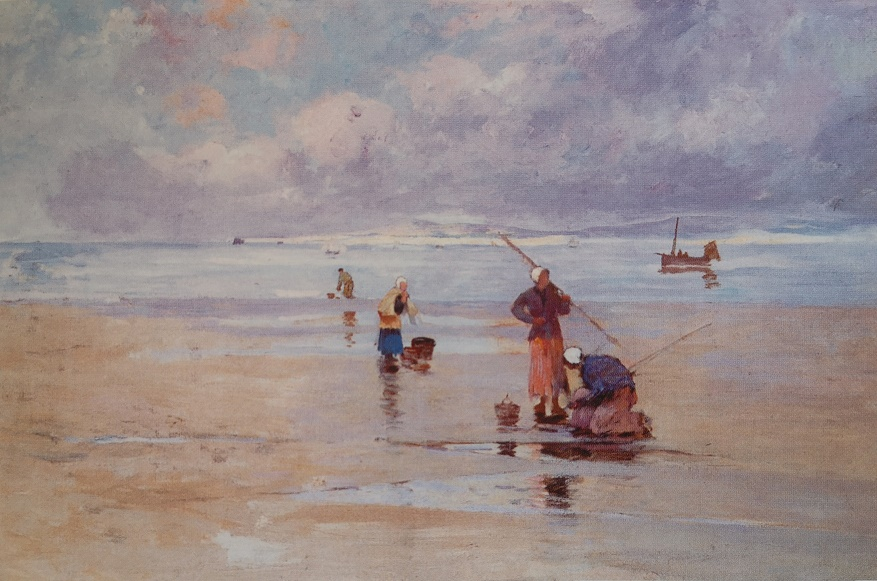
Eugène Chigot 'Verrotières dans la baie' (1893)

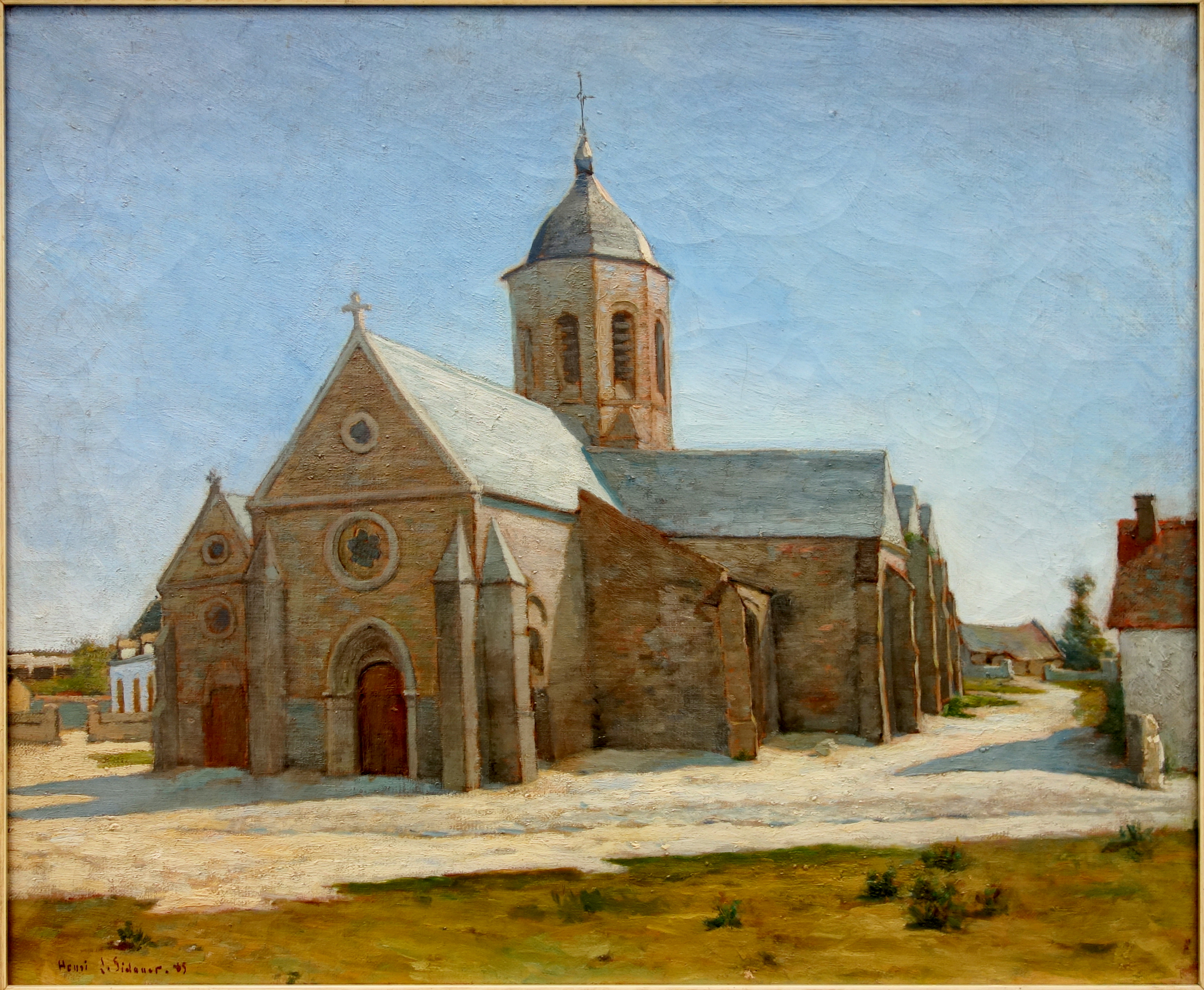
Henri Le Sidaner, Église Saint-Michel d'Étaples, 1885, musée des Beaux-Arts de Dunkerque.

La colonia de arte Étaples estaba formada por artistas que trabajaban en el área de Étaples, en el norte de Francia, a principios del siglo XX. La colonia tuvo su apogeo entre 1880 y 1914, después de lo cual fue interrumpida por la Primera Guerra Mundial. Aunque muy internacional, estaba formada principalmente por artistas de América del Norte, Australia y las islas británicas. Mientras que algunos artistas se establecieron en la zona, otros visitantes se quedaban solo una temporada, o incluso menos tiempo, mientras viajaban de una colonia de arte a otra colonia de arte a lo largo de las costas de Normandía y Bretaña. No hubo uniformidad de estilo, aunque hubo varios intereses compartidos. Si bien la mayoría de los pintores abandonaron la ciudad en 1914, la actividad artística continuó durante la guerra por parte de voluntarios, artistas uniformados y artistas de guerra. Con la paz, algunos antiguos residentes regresaron a sus hogares y la persistencia de una pequeña colonia atrajo a algunos visitantes, aunque con poco trabajo innovador.

## Primera década

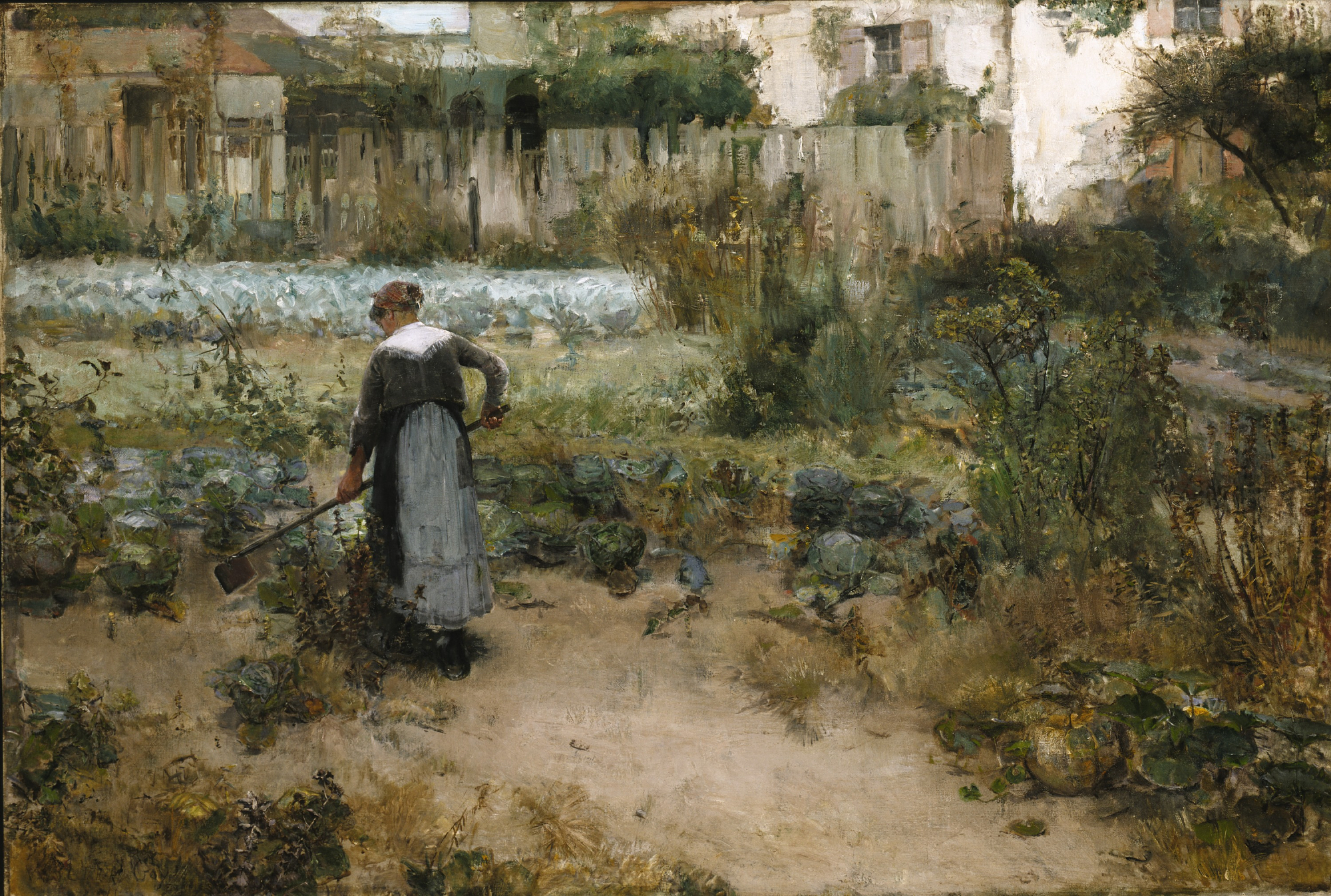
Walter Gay - Novembre, Etaples

Los primeros artistas franceses que pintaron en la zona fueron los particularmente asociados con la pintura al aire libre. Charles-François Daubigny, de la Escuela de Barbizón, se retiró allí desde el estallido de la Comuna de París en 1871 y pasó su tiempo dibujando y ejecutando al menos una pintura al óleo de barcos varados (Galería 3). Eugène Boudin, nacido en Normandía, pintó con frecuencia a lo largo de la Costa de Ópalo y pasó largos períodos tanto en Étaples como en Berck. Henri Le Sidaner, que se crio en Dunkerque, pasó los años 1885-1894 en la ciudad y representó el área en todas las estaciones. Allí se le unió entre 1887 y 1893 su amigo de la infancia Eugène Chigot (1860-1923), quien compartió su interés por la luz atmosférica y luego se instaló en Paris Plage.

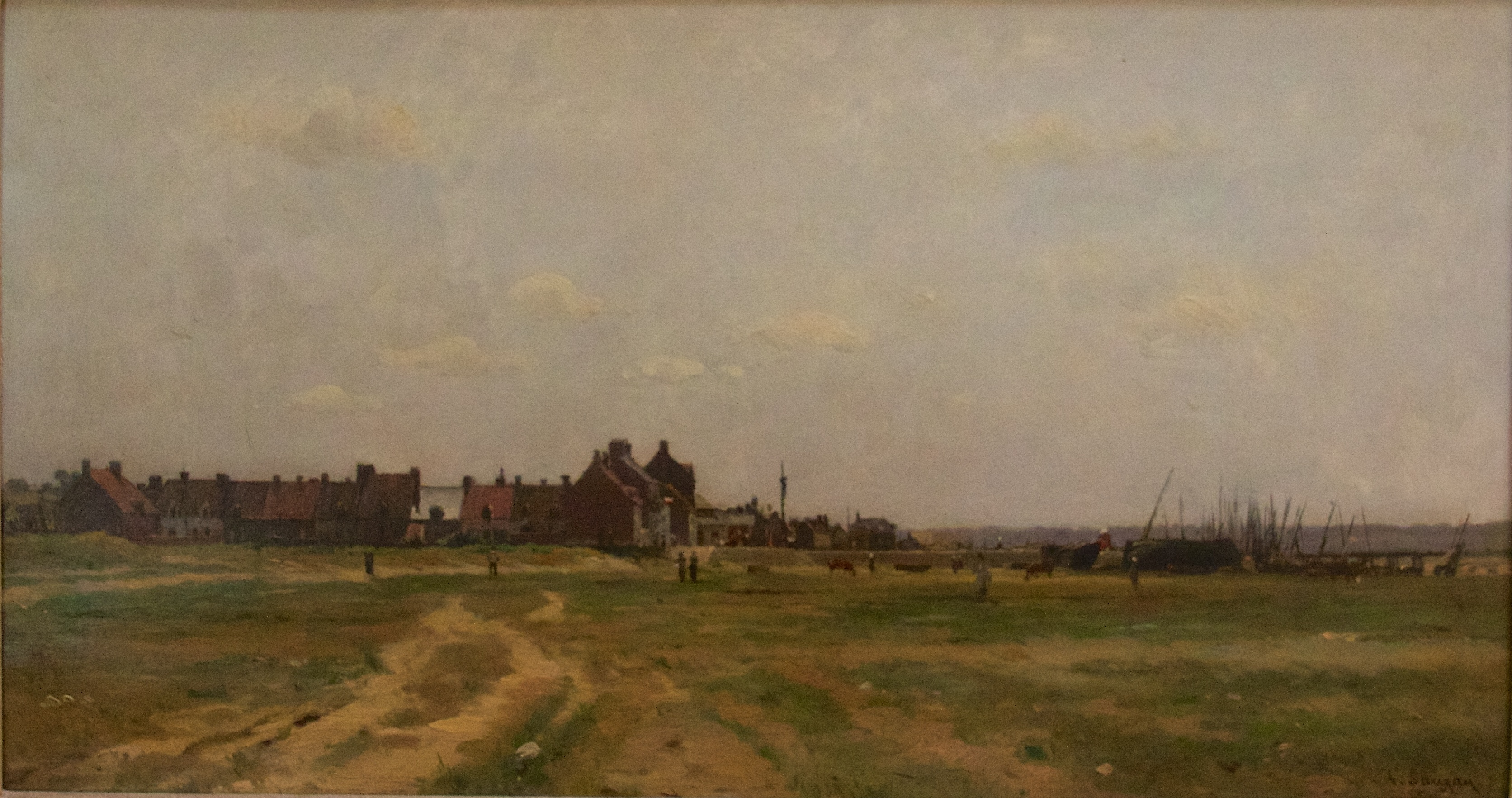
Adrien Sauzay - Etaples

También en 1887, Eugène Vail (1857-1934), se trasladó a Étaples y pasó allí el invierno, alojándose con su amigo irlandés Frank O'Meara, cuyas cartas a casa nos dan información sobre la colonia en aquella época. Entre los otros artistas que trabajaban allí estaban Boudin y Francis Tattegrain, otros irlandeses, el inglés Dudley Hardy, los estadounidenses Walter Gay y L. Birge Harrison, y la australiana Eleanor Ritchie, a quien Harrison conoció allí y con la que se casó. Mientras el resto pintaba figuras tranquilas en el puerto o en el bosque, O'Meara describe a Vail "pintando la cubierta de un barco de pesca en un mar embravecido". Este cuadro fue "Ready, About!", que ganó una medalla de oro de primera clase en el Salón de París de 1888. En la década siguiente, el socio noruego de Vail, Frits Thaulow, pasaría algún tiempo en Étaples mientras que André Derain estuvo allí y en Montreuil-sur-mer durante el verano de 1909.
El período de estancia de Vail fue igualmente provechoso para William Gerard Barry, quien pintó su escena de pescadores de gambas que regresaban, Retour de la Pèche aux Crevettes, que también fue aceptada en el Salón de 1888. Al mismo tiempo, Birge Harrison estaba terminando su pintura "El regreso del Mayflower". Iba a recibir una medalla en la Exposición Colombina Mundial de Chicago de 1893 y, por el uso de un tono opalescente en particular, se considera un precursor del tonalismo estadounidense.
La colonia que estaba en proceso de formación en Étaples y pueblos vecinos como Trépied, a una milla de distancia en la orilla sur del río Canche, estaba en realidad compuesta en gran parte por expatriados de habla inglesa que necesitaban vivir barato. Como comentaría Blanche McManus dos décadas más tarde en el registro de sus viajes, «la colonia se ha formado comprando o alquilando las cabañas de los pescadores a precios normales y convirtiéndolas en estudios. Tal es la popularidad del arte que los pescadores nativos le importunan a uno para que los tome como modelos con tanta insistencia como los mendigos de Nápoles apelan a los extraños por dinero.
Su relato se complementa con la descripción de la vida de Jane Quigley publicada allí en 1907. “El plan habitual es vivir en habitaciones o estudios y comer en el Hotel des Voyageurs o el Hotel Joos, hostales sin pretensiones con comidas bastante buenas, servidas en una atmósfera de amabilidad y conversación estimulante. En invierno el lugar está desierto, excepto por un grupo de trabajadores serios que hacen de él su hogar. Los artistas pagan unos veinticinco o treinta francos a la semana por la comida y el alojamiento y los estudios son baratos. Étaples ha sido llamado -y no sin razón- un pueblecito sucio, pero saludable por todo eso. El sentido artístico encuentra placer en sus sinuosas calles empedradas y sus apacibles casas antiguas y en la gente de tez oscura. Las modelos abundan y posan bien por un módico precio, ya sea en el estudio o en los pintorescos jardines que se esconden detrás de las puertas de la calle. Una gran fuente de interés es la flota pesquera que remonta el estuario del Canche hasta los muelles donde viven los pescadores y camaroneros en una colonia propia. Hay un trabajo constante para el cuaderno de bocetos, especialmente el lunes, cuando los barcos se van durante varios días y toda la familia ayuda a los hombres y niños a partir. Todo lo que uno puede hacer en medio de este desconcertante movimiento de barcos zarpando y gente trajinando provisiones, es hacer bocetos y notas apresuradas.

## Estilos y temas
Ha habido referencias a l'École d'Étaples a raíz de una exposición de quienes pintaban allí entre 1880-1914. Pero si bien muchos de ellos pintaban al aire libre, como era la nueva moda en esos años, sus estilos eran demasiado diversos para constituir una escuela. Iban desde el estilo plein-air, pasando por el impresionismo hasta el posimpresionismo. Entre unas 200 personas de tres continentes, la temática obviamente fue variada. Sin embargo, se pueden observar dos grandes tendencias en sus obras. Una es el tratamiento de la luz, con tendencia impresionista, como Boudin y Le Sidaner entre los franceses y Wilson Steer de Inglaterra. En este sentido, debemos agradecer al periodista y pintor aficionado Édouard Lévêque por dar a la zona costera su eventual nombre. Originario de Amiens, ayudó a desarrollar Le Touquet como centro turístico y fue editor de su periódico. La frase 'Costa de Ópalo' fue acuñada en un artículo suyo en Le journal de Paris-Plage en febrero de 1911. "¿Hay", preguntó, "algo natural que posea esta diversidad de color que cambia incesantemente? Sí, el ópalo, esa piedra preciosa de tonos lechosos, proyectando su serie de destellos rojos y verdes. Que nuestra Côte d'Opale se una a la Côte d'Azur, la Côte d'Emeraude y la Côte d'Argent".

### Galería 1: Efectos de luz

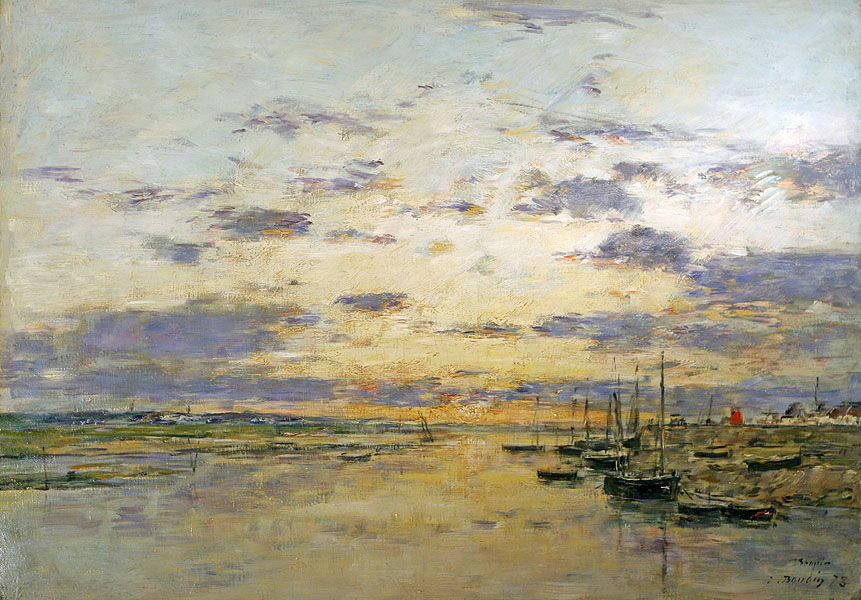
Eugène Boudin, Puesta de sol sobre el Canche, 1876
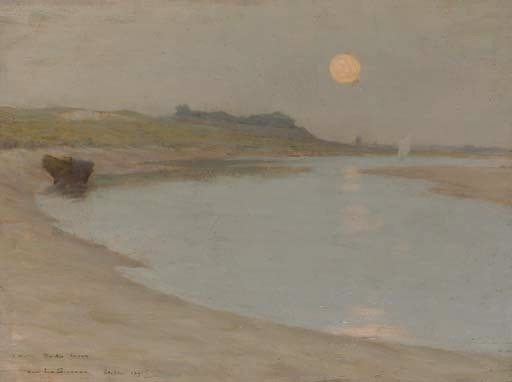
Henri Le Sidaner, Claro de luna, Étaples, 1891
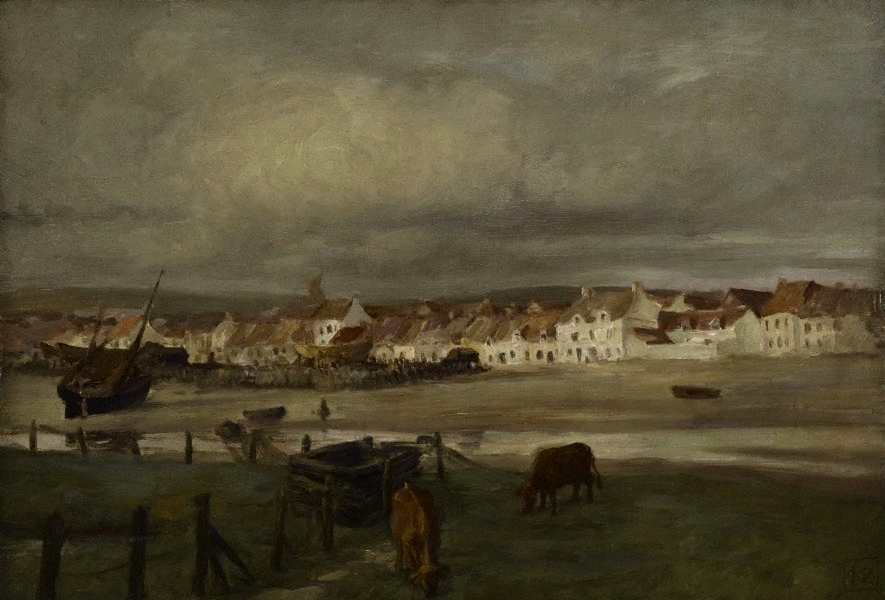
Rupert Bunny, Clima lluvioso en Étaples, 1902
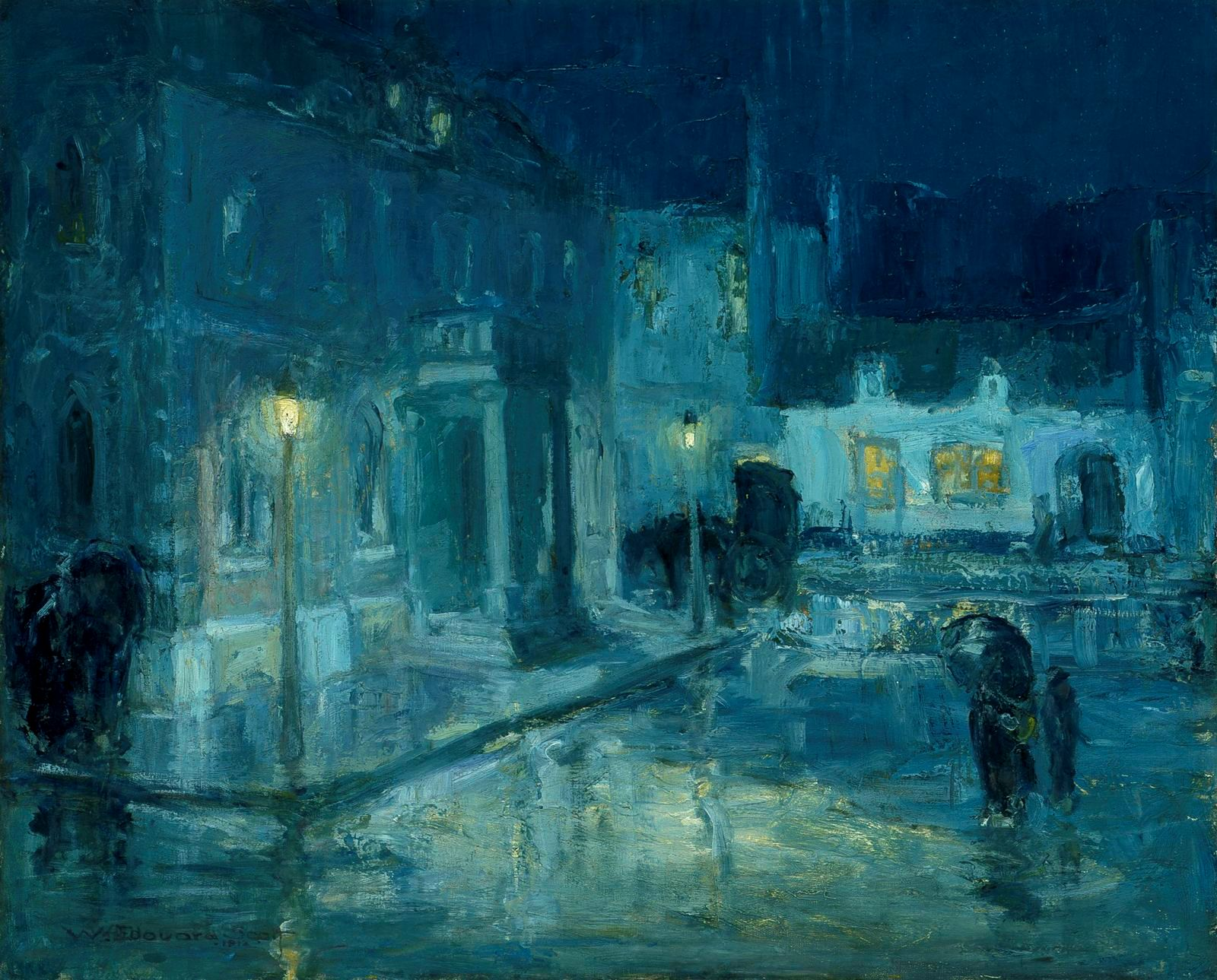
William Edouard Scott, Noche lluviosa en Étaples, 1912

La otra tendencia entre los artistas era seguir el realismo de pintores como Jules Bastien-Lepage y Jean-François Millet en la elección de temas humildes y cotidianos, en el caso de Étaples, la vida de los pescadores. Hay buenos ejemplos en la obra del estadounidense Louis Paul Dessar, que estuvo en la localidad entre 1886-1901, y el anglo-australiano Tudor St. George Tucker, cuyo primer gran cuadro, "A Picardy Shrimp Fisher", fue ejecutado en Étaples. "Time Flies" de William Gerard Barry y "The Return of the Mayflower" de Birge Harrison, mencionados anteriormente, son obras de la misma tendencia.
Un foco particular de atención como tema fue el mercado de pescado de la localidad, construido en 1872 y ahora museo marítimo. Los ejemplos incluyen "Fish Market, Etaples", que se muestra en 1913 en la exposición anual de la Royal Canadian Academy of Arts de Clara S. Haggarty (1871-1958), y dos exhibidos en la exposición de la Royal Academy de 1907 en Inglaterra: "Fish Market at Étaples" del australiano James Peter Quinn y "A corner of the market, Etaples" de la artista Evelyn Harke (fl.1899-1930). También se hicieron aguafuertes, dos de los cuales se destacan en el Manual del coleccionista de grabados de Whitman (1918): la aguatinta de Nelson Dawson "Halles aux poisons" (1911), realizada después de una visita a la ciudad en 1910 y ahora en Georgetown University, y "Fish Market at Étaples" de William Lee Hankey, ahora en el Museo Británico. Este último representa canastas de pescado en exhibición en una sala de piedra con dos mujeres sentadas en primer plano a la izquierda, inclinándose la una hacia la otra mientras hablan, mientras los hombres pasan junto a ellas con canastas.
El mercado exterior era igualmente popular, un tema que reunía a la gente con su indumentaria local distintiva que se adaptaba particularmente al tipo de temas de género que muchos de estos artistas estaban produciendo. Se muestra en los óleos "Market Day" del inglés William Holt Yates Titcomb (ver Galería 2), "Market at Etaples" de la australiana Marie Tuck (1866-1947 y "Market Scene at Etaples" de su compatriota Iso Rae (1860-1940) También estaba el dibujo a carboncillo "Le Marché à Etaples" de Hilda Rix (1884-1961), otra australiana, y "Market Place, Étaples", una acuarela de la artista irlandesa Mima Nixon (1861-1939) que se exhibió en la exposición de la Royal Academy en 1909.
Recientemente ha habido cierta controversia sobre la autenticidad de la representación artística de la vida de los pescadores. Nina Lübbren ha argumentado que las estrategias empleadas están dirigidas principalmente a satisfacer las ideas preconcebidas del mercado. Pero la representación de George Clausen del trabajo agotador de "Recolectando patatas", pintada en las cercanías de Dannes en 1887, refleja preocupaciones que son una constante en su producción de la época. También fue entonces cuando comenzó a distanciarse de los defensores de los efectos impresionistas precisamente porque llamar la atención principalmente sobre la técnica la desvía de cualquier otra motivación para elegir el tema retratado.
"Fisher Girl of Picardy" de Elizabeth Nourse (Galería 2) fue pintado en un día ventoso de 1889, muestra a una niña con la cabeza ligeramente girada y mirando hacia el mar, mientras su hermano pequeño se refugia detrás de ella y se seca las lágrimas de los ojos. La amiga de Elizabeth Nourse, Anna Schmidt, describió más tarde las circunstancias: "Estaba con Elizabeth cuando pintó a esa niña en las dunas de Etaples; hacía tanto frío y viento que la modelo solía llorar".

### Galería 2: Pescadores

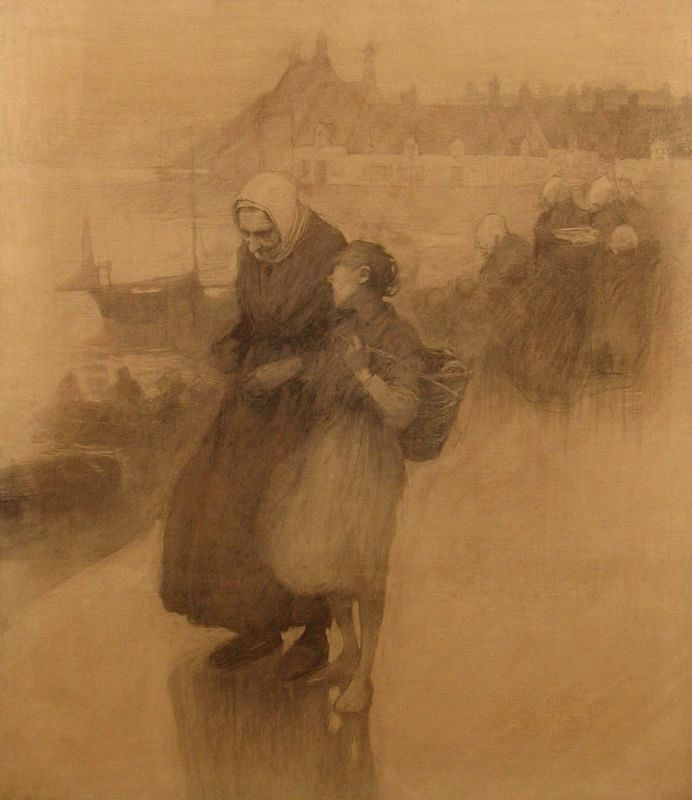
Frank O'Meara, En los muelles, 1888
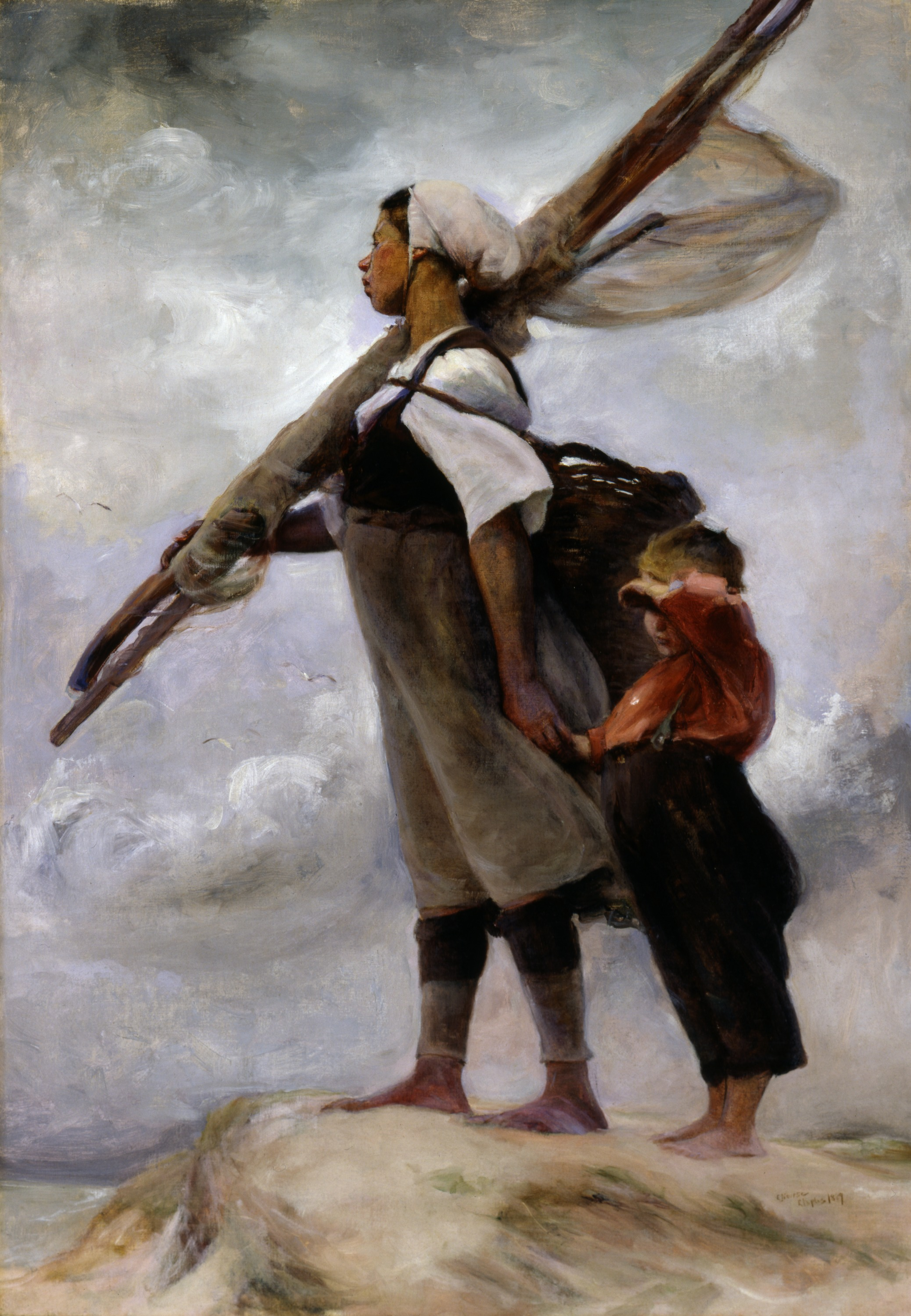
Elizabeth Nourse, Pescadora de Picardía, 1889
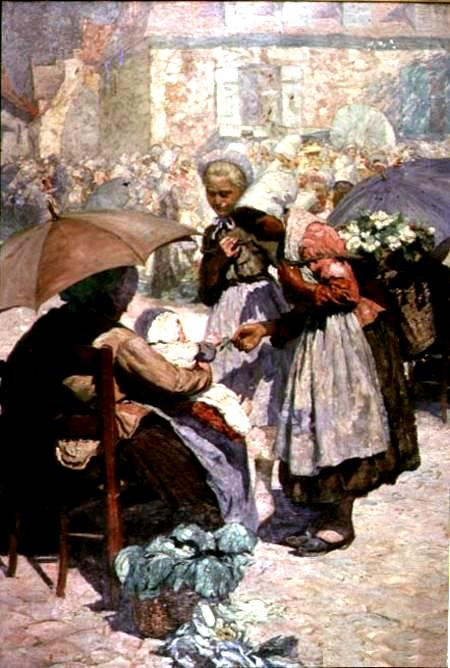
William Holt Yates Titcomb, Día de mercado, Étaples
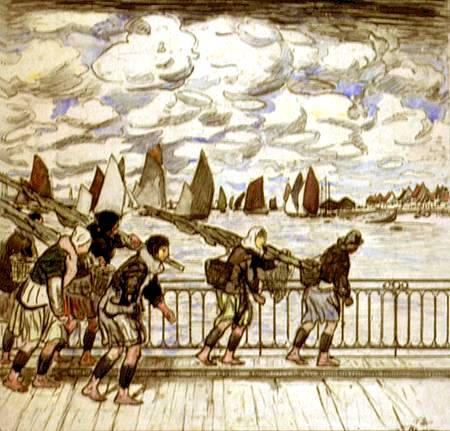
Thomas Austen Brown, camaroneros regresando

## Nacionalidades

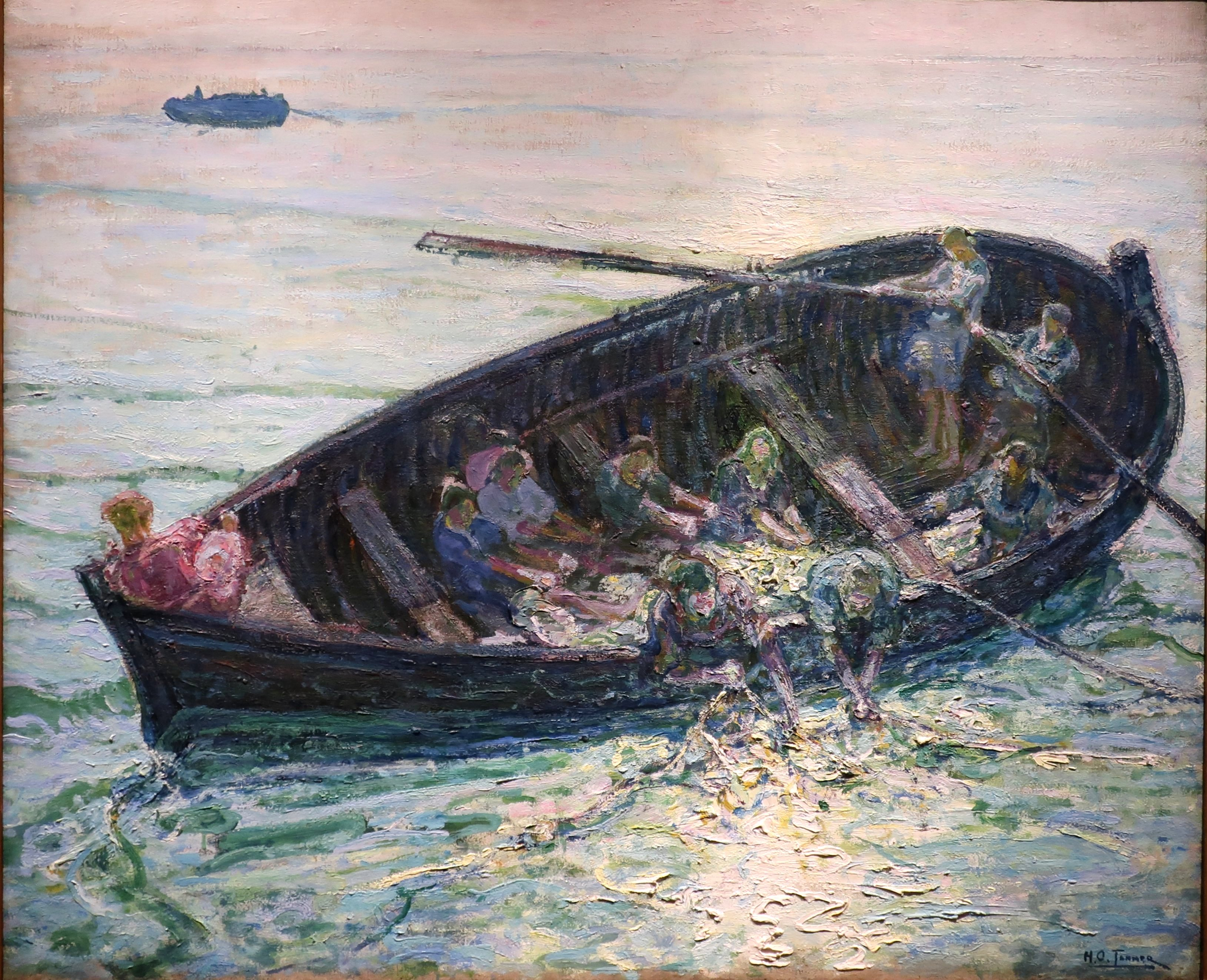
Henry Ossawa Tanner 'The Miraculous Haul of Fishes' (1913)

### Americanos
Los pintores de dos de las nacionalidades de la colonia, estadounidenses y australianos, han sido objeto de estudios especiales. Entre los primeros estadounidenses que visitaron la ciudad se encontraban Walter Gay, que se estaba haciendo un nombre con temas realistas en ese momento, y Robert Reid, cuya larga carrera como pintor de mujeres jóvenes en escenarios exteriores comenzó con retratos de campesinos en Étaples antes de su regreso a los Estados Unidos en 1889. Otro de los primeros visitantes fue Homer Dodge Martin, que estuvo pintando la costa circundante entre 1882 y 1886. Su obra incluía una vista del puerto (Galería 3).
En 1889, la pintora de salón residente en París, Elizabeth Nourse, incluyó la ciudad en su gira. Allí hizo pinturas como "Lechero", "La pescadora de Picardía", "Una feria de Etaples"  y "Escena callejera". Más tarde, Eanger Couse se mudó a la ciudad y vivió allí entre 1893 y 1896, pintando sus calles y sus pescadores. Destaca su "Escena costera, Etaples" por su interpretación de la luz. Myron Barlow (1873-1937) también tuvo una casa en Étaples desde finales de la década de 1890 hasta su muerte y se especializó particularmente en figuras en interiores. Entre sus alumnos estaba Norwood Hodge MacGilvary (1874-1949), quien estudió con él en los años 1904-6.
Max Bohm vivió en la zona entre 1895 y 1904. Descrito como un visionario romántico, su heroica representación de los pescadores de Étaples, "En Mer" (ver Galería 3), recibió una medalla de oro en el Salón de París en 1898. Luego se trasladó a Trépied y mientras estaba allí fundó la Société Artistique de Picardie, que se hizo cargo de organizar las exposiciones anuales de obras de artistas locales iniciadas en 1892 por Eugène Chigot. En 1912, el presidente de la sociedad era George Senseney (1874-1943), quien al año siguiente figuraba como residente de Etaples en un catálogo de obras de grabadores estadounidenses.
En 1913, Senseney fue sucedido como presidente por el artista afroamericano Henry Ossawa Tanner, que había sido expulsado por los prejuicios y se había establecido en Trépied. Al principio de su carrera, Tanner pintó escenas marinas que mostraban la lucha del hombre contra el mar, pero en 1895 creaba principalmente obras religiosas. Los recursos simples de Étaples se adaptaron bien a su tema, que en varios casos presentaba figuras bíblicas en interiores oscuros. Ocasionalmente, Tanner fue el anfitrión en Trépied de un compañero afroamericano, William Edouard Scott, quien pintó allí de vez en cuando entre 1910-14. De hecho, el hijo de Tanner afirma que él fue en gran parte responsable de establecer el entorno artístico extranjero en Etaples, a menudo teniendo de visita hasta 100 personas en su casa de verano de Trépied.
También se quedó en el pueblo durante esta década el amigo de Max Bohm, Chauncey Ryder (1868-1949). Cuando abandonó la casa de campo que alquilaba en 1907, lo sucedió allí el paisajista Roy Brown (1879-1956), quien se quedó hasta que estalló la guerra en 1914.
Otros visitantes del área incluyeron al paisajista George W. Picknell (1864–1943) y el pintor de marinas John "Wichita Bill" Noble (1874–1934), quienes pasaron algunos años en Francia. De los otros pintores de temas marinos asociados con la ciudad, Frederick Frary Fursman (1874-1943) pasó los veranos allí entre 1906 y 1909 mientras que Augustus Koopman (1869-1914) mantuvo un estudio en Étaples desde 1908 y murió allí en 1914. Otro visitante más fue Caleb Arnold Slade (1882-1961), quien realizó estancias anuales durante unos siete años hasta 1915. Su "Claro de luna en Etaples" mira sobre el resplandeciente Canche hasta las siluetas de los edificios de Trépied en la cresta de detrás y justifica su descripción como impresionista estadounidense.
Los estudiantes fueron atraídos a la zona para estudiar con algunos de estos artistas. En 1907 Jane Quigley testificó de Max Bohm que "atrae como seguidores a estudiantes por su poder como maestro y la personalidad vigorosa y sincera que exige un buen trabajo de todos los que están bajo su influencia". Este fue ciertamente el caso del artista neozelandés Samuel Hales (1868-1953), cuya pintura "La Nuit" se exhibió en el Salón de París en 1897. Una alumna posterior fue la inglesa Jessica Dismorr, que estudió con Bohm en 1904 y pasó a adoptar un estilo fauvista y luego vorticista.

#### Galería 3: Barcos

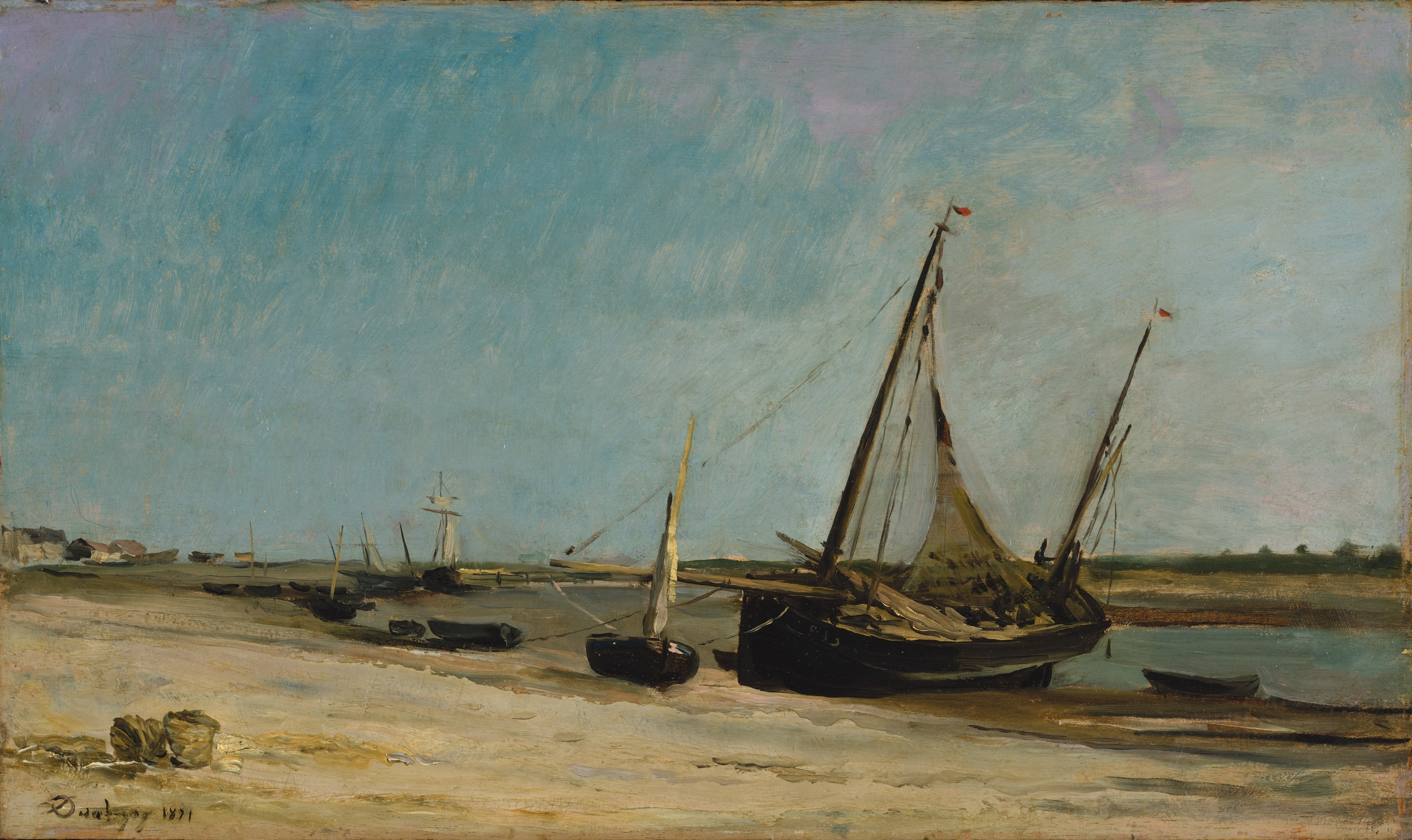
Charles-François Daubigny, Barcos en la playa de Étaples, 1871
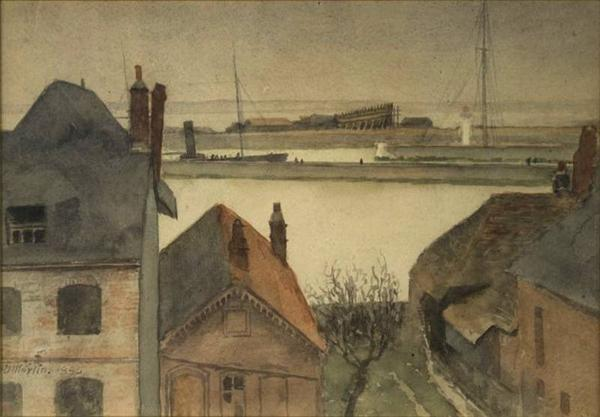
Homer Martin, El puerto de Étaples, c. 1884
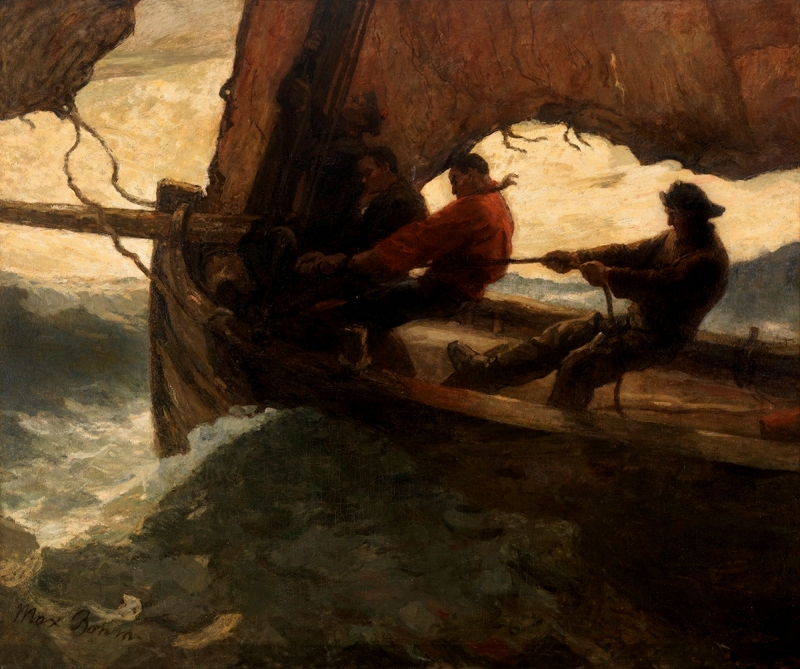
Max Bohm, En el mar, 1898
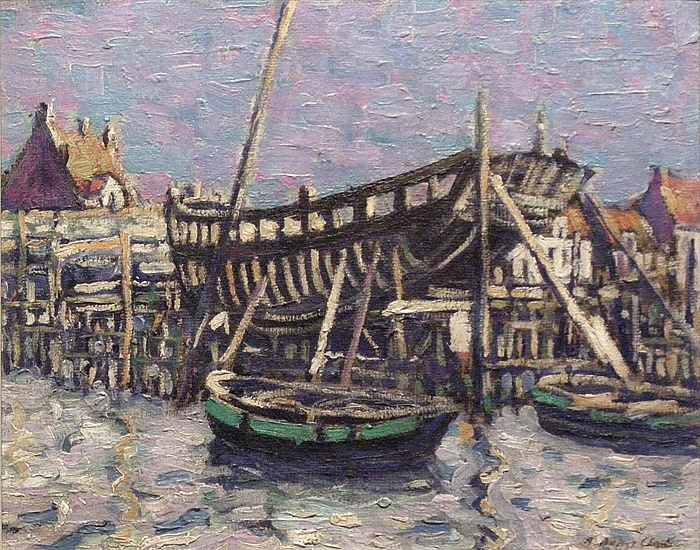
Arthur Baker-Clack, El astillero, 1913

### Australianos y neozelandeses
Mientras Bohm enseñó en Étaples, el artista australiano Rupert Bunny hizo la mayor parte de su enseñanza en París. Pero entre 1893 y 1907 fue un visitante frecuente y ha dejado algunas pinturas memorables, entre ellas la atmosférica "Luz en el Canche"  y "Marea baja en Étaples", ambas de 1902, el mismo año de "Tiempo lluvioso en Étaples" (Galería 1). Entre los alumnos que lo siguieron se encontraba su compatriota Marie Tuck (1866-1947), quien pagó su matrícula limpiando su estudio y fue a vivir a Étaples entre 1907 y 1914, y Arthur Baker-Clack (1877). –1955), otro australiano, que se instaló en Trépied en 1910. Mientras estuvo allí, pintó una cabaña local con techo de paja, "Le Chaumine", y "El astillero" de Étaples en estilo neoimpresionista (Galería 3).
Unos veinticinco pintores de las antípodas, veintidós australianos y tres neozelandeses, se mencionan en el estudio de Jean-Claude Lesage. Entre ellos estaba E. Phillips Fox, que estaba conectado con varias de las colonias de artistas franceses y el estilo plein air asociado con ellas. Dos mujeres australianas son particularmente notables: Iso(bel) Rae (1860-1940), quien se unió a la colonia en 1890 y expuso en los Salones de París, y Emily Hilda Rix (1884-1961), quien mantuvo un estudio en Étaples entre 1911 y 1914. Mientras estuvo allí ejecutó las pinturas "Una anciana campesina en mi jardín", luego comprada por la Galería Nacional de Victoria, "Chica de Picardía" (1913) y el dibujo al pastel "Una querida vieja hada madrina que posa para nosotros". También hubo mujeres artistas de Nueva Zelanda pintando juntas durante este tiempo, incluidas Frances Hodgkins, Grace Joel (1865-1924) y Constance Jenkins Macky.
Otro visitante de Nueva Zelanda fue Eric Spencer Macky (1880-1958), quien hizo carrera en los Estados Unidos. Macky había llegado con su amigo canadiense A.Y. Jackson y se instalaron juntos en un estudio entre mayo y diciembre de 1908. Jackson pintó entonces su "Paysage embrumée" y, para su sorpresa, fue aceptado por el Salón de París. De regreso en 1912, se quedó en Trépied y pintó con Arthur Baker-Clack. De este período datan los neoimpresionistas "Dunas de arena en Cucq"  y "Otoño en Picardía", que fue comprado por la Galería Nacional de Canadá al año siguiente. Volvió a Étaples en 1916, cuando lo llevaron al hospital allí después de haber sido herido en la Primera Guerra Mundial. Otro pintor canadiense fue el galés Robert Harris, quien siguió la fascinación impresionista por la arquitectura ferroviaria e hizo del puente ferroviario sobre el Canche uno de sus temas en 1911.

#### Galería 4: Exteriores

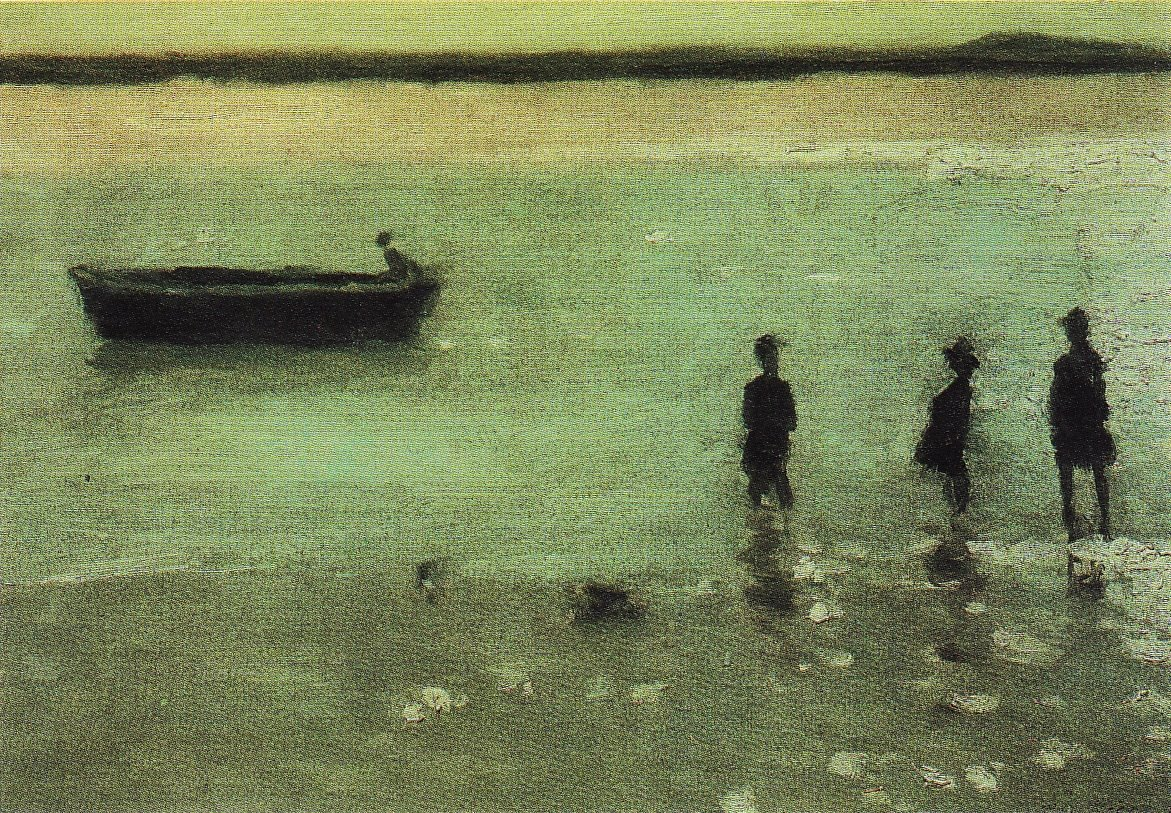
Philip Wilson Steer, Playa de Étaples, 1887
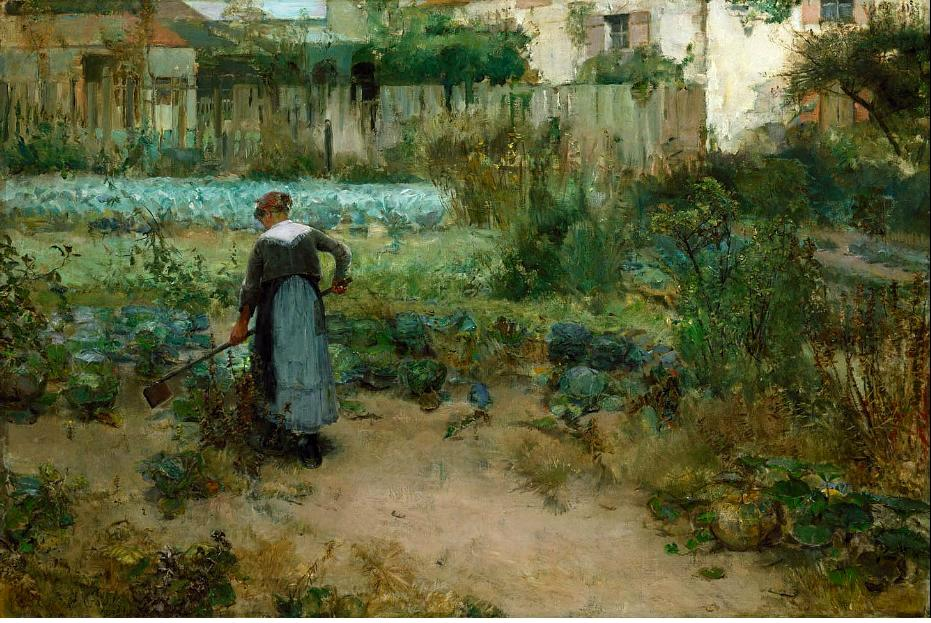
Walter Gay, noviembre – Étaples, 1885
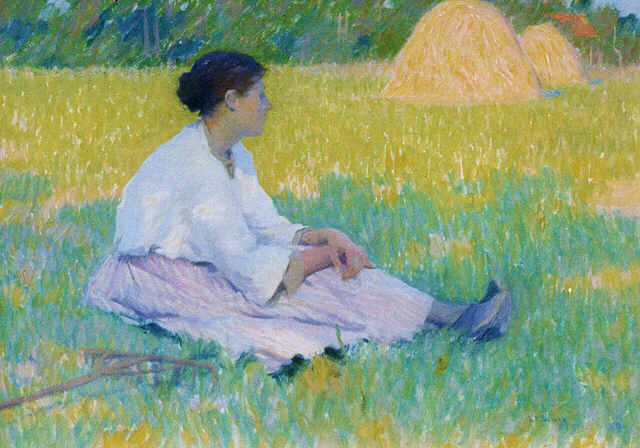
Louis Paul Dessar, Luz de verano, 1894

### Británicos e irlandeses

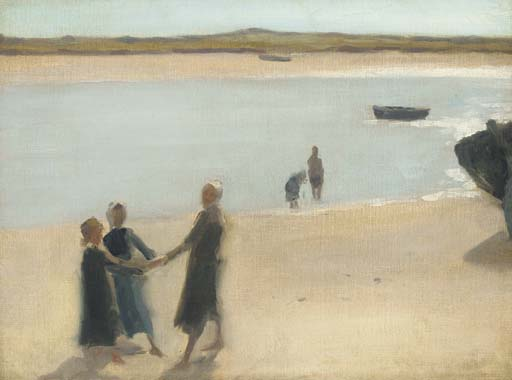
Philip Wilson Steer - Fisher children etaples

El único pintor inglés importante relacionado con Étaples fue Philip Wilson Steer, quien pasó algún tiempo allí en 1887. Su brumoso estilo impresionista llama la atención en pinturas como "La playa" (Galería 4) y "Los niños pescadores". Otra obra para la que ciertamente hizo un estudio preliminar mientras estuvo allí, "El puente", ahora se considera que fue pintada en Walberswick, la ciudad del estuario inglés a la que se mudó a continuación. Dudley Hardy (1866–1922) capturó un efecto vespertino en una acuarela de 1888, mirando desde el lado sur del Canche y mostrando los molinos de viento que dominaban la ciudad en ese período. Nora Cundell (1889-1948) nos lleva al salón trasero del Café Loos, a través de cuya puerta se pueden ver algunos tipos de artistas en la mesa.
Un artista inglés que visitó la zona durante muchos años a partir de 1904 fue William Lee Hankey. Finalmente, construiría una casa en Le Touquet y mantendría un estudio en Étaples. Sus pinturas incluyen paisajes terrestres y marinos como "El puerto", y estudios de figuras como "Madre e hijo"  y "La niña ganso". Pero fueron sus grabados en blanco y negro y en color de la gente de la ciudad, varios desarrollados a partir de estas pinturas, lo que le valió la reputación de ser "uno de los grabadores figurativos más talentosos que trabajaron con punta seca durante los primeros treinta años del siglo XX'. Varios otros creadores de finos grabados en color también se quedaron en Étaples, incluido el pintor de marinas Nelson Dawson, cuatro de cuyos grabados resultantes de su visita de 1910 están en la colección de sus obras en la Universidad de Georgetown, y el pionero del estilo japonés de xilografía, Frank Morley-Fletcher, que dibujó la carretera de Trépied en 1910 (Galería 5).
Entre los escoceses, tres de los cuatro pintores posimpresionistas conocidos como coloristas escoceses trabajaron en la zona. Los dos amigos John Duncan Fergusson y Samuel Peploe pintaban juntos regularmente en Paris Plage   entre 1904-09 en visitas que también incluyeron algunas sesiones en Étaples. Leslie Hunter, el otro miembro de este trío, sólo empezó a hacerse un nombre después de que las obras que realizó durante su visita a Étaples en 1914 lo identificaran también como buen colorista. Incluían pinturas de figuras en la playa y un estudio de "Barcos de pesca en el puerto". Un residente bastante más permanente en el área fue el escocés un poco mayor, Thomas Austen Brown (1857-1924), que vivía en el pueblo cercano de Camiers al norte y cuyo trabajo era característicamente impresionista. Su "Sunshine and Shadow", una vista de Étaples a través de los árboles en la orilla sur del Canche, es de este estilo, mientras que su "Shrimpers Returning" (Galería 2) roza el neoimpresionismo. Brown también fue un notable creador de grabados y en 1919 publicó su Étaples: Pictures, que incluía 28 ilustraciones a punta seca, de las cuales diez eran en color.

#### Galería 5: Grabados

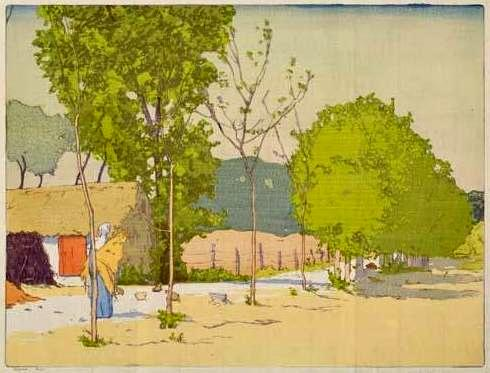
Frank Fletcher, Trépied, 1910
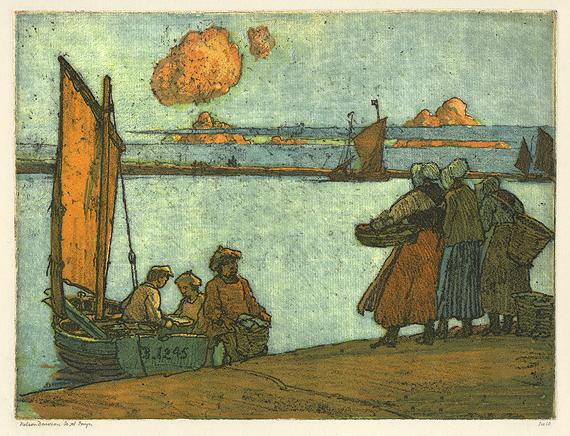
Nelson Dawson, 3 pescadoras de Étaples, 1912
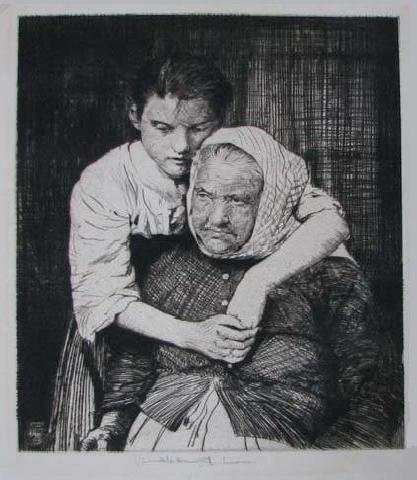
William Lee Hankey, Étaples pescadores, 1920

Entre los pintores conocidos como impresionistas irlandeses se encontraban el peripatético William Gerard Barry y el efímero Frank O'Meara, cuya temprana visita a Étaples ya se ha mencionado. Otro miembro de este grupo fue el protegido de Barry, Harry Scully, que se detuvo en la ciudad en 1896 pero también fue identificado con muchas otras colonias de arte. Sarah Cecilia Harrison, conocida por sus pinturas de niños y paisajes, estuvo allí en 1890 y su "En el camino a Étaples" se exhibió en la Royal Hibernian Academy al año siguiente. En 1898 Edith Somerville estaba pintando en el pueblo, acompañada de su amiga Violet Martin. En este caso, sin embargo, aprovecharon su estancia para concebir juntas los relatos recogidos en Some Experiences of an Irish R.M. (1899). En la década siguiente, Edward Millington Synge (1866-1913) pasó parte del invierno allí y ejecutó "The Thaw, Etaples" (1909), una acuarela de un camino embarrado bajo árboles con "cielo amarillo pálido, colinas moradas, techo rojo opaco"., calzada gris y púrpura, todo oscurecido por parches de nieve medio derretida'. El año anterior se había casado con Freda Molony (1869-1924), cuyo nombre se menciona en este período entre los que pintan en el pueblo y como expositora de éxito en la Royal Academy. Entre sus pinturas se encontraba una de "La bendición de la flota pesquera" en Étaples (1906). Las pinturas de procesiones religiosas eran comparativamente raras en la colonia, pero en este caso, el enfoque impresionista de Molony se puede comparar con el tratamiento posimpresionista de Iso Rae de la procesión del "Domingo de Rogación" de unos siete años. después (Galería 6).

#### Galería 6: Interiores

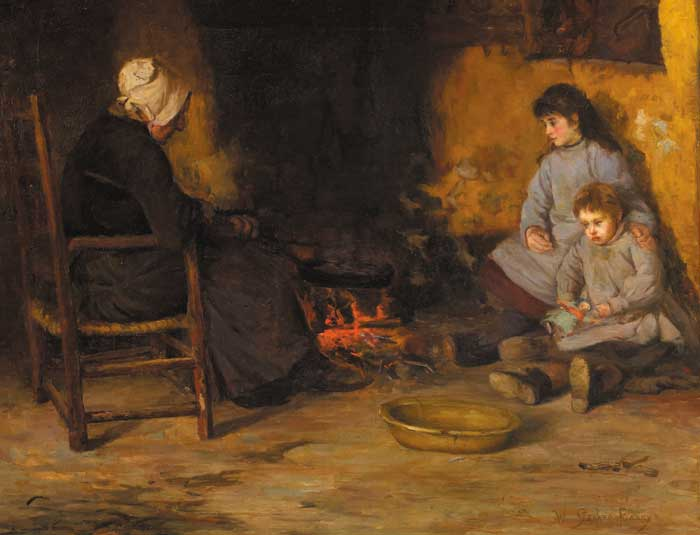
William Gerard Barry, Una anciana y niños en el interior de una cabaña, 1887
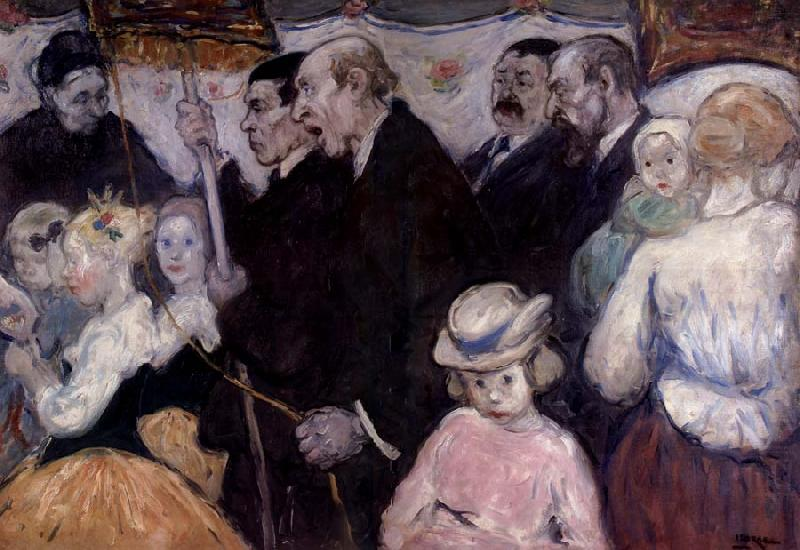
Iso Rae, Domingo de Rogación, 1913

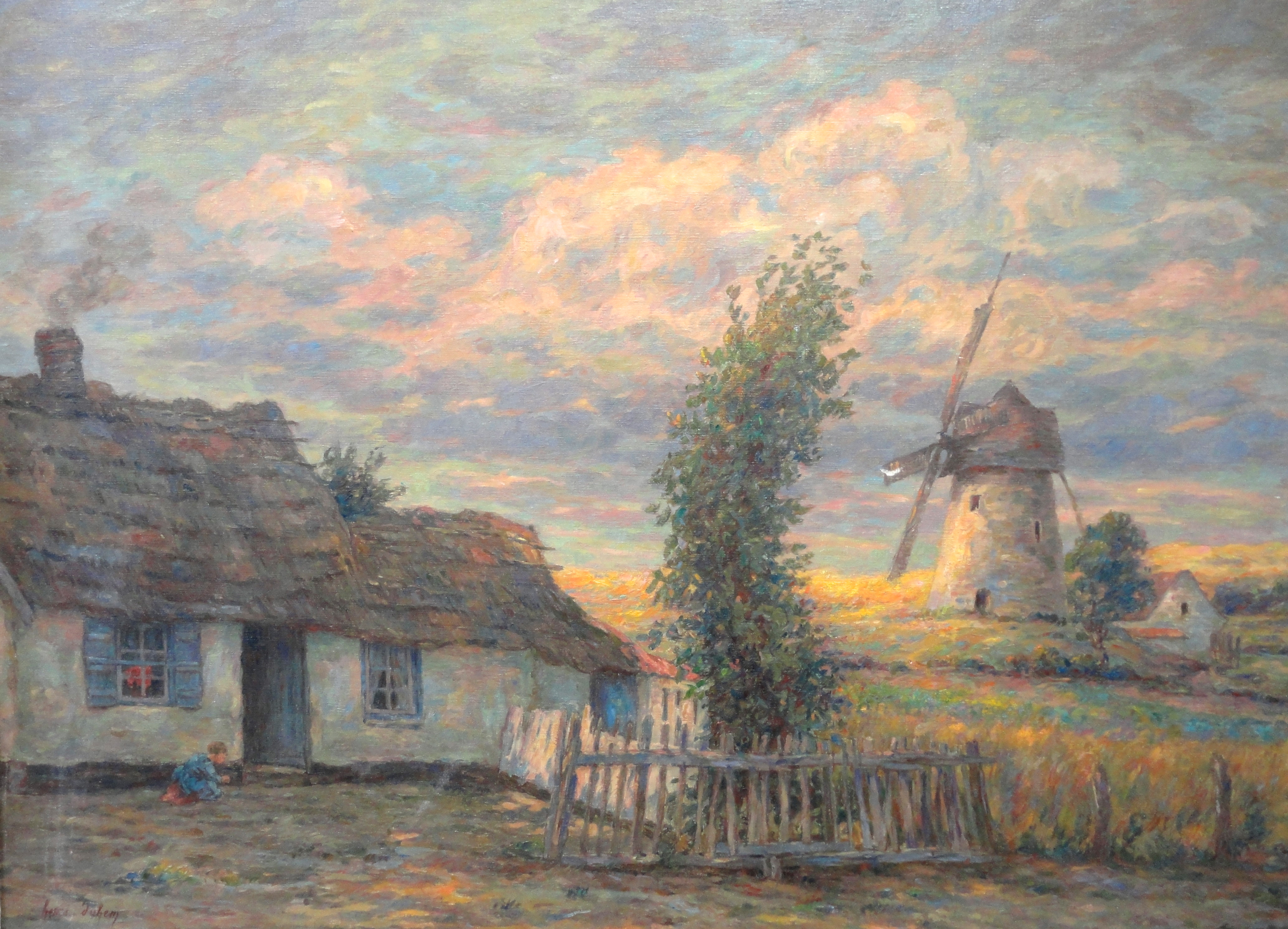
Henri Duhem - Moulin du Boulonnais au soleil couchant

### Franceses
En 1878, la nueva línea ferroviaria París-Boulogne trajo a Étaples a Eugène Chigot, pintor oficial del Ministerio de Marina y cofundador del Salon d'Automne, quien trajo consigo a varios pintores sensibles a las tesis "naturalistas": Ludovic-Napoléon Lepic, Alexandre Nozal, Francis Tattegrain, Eugène Trigoulet se pueden ver en Berck, donde a veces llegaban por problemas de salud propios o de un ser querido, pero se quedan allí principalmente por la luz, así como por los inmensos paisajes costeros. y la vida cotidiana de los marineros.
El movimiento estuvo particularmente representado por estos pintores durante el Salón de 1888 en París donde se exhibieron varias de sus obras. La Exposición Universal de 1893 de Chicago inauguró un pabellón de artistas de dimensión internacional, muchos pintores franceses fueron invitados allí, en particular a través de los creadores estadounidenses establecidos en esta región: este evento, muy publicitado, aseguró la influencia de la colonia. En marzo de 1900, la galería Georges Petit inauguró en París la primera exposición de la "Nueva Sociedad de Pintores y Escultores" que incluía a varios artistas residentes en esta ciudad.
No se pueden agrupar como postimpresionistas, porque estos artistas al final no presentan una uniformidad de estilo, pero tenían varios intereses comunes: cultural, búsqueda de la luz, de la calma, y también hubo una moda pasajera.
Por iniciativa de Chigot y Le Sidaner, se organizaron salones y exposiciones: en Étaples a partir de 1887, luego en Paris-Plage a partir de 1896 y los años siguientes2. En esta última ciudad, una clientela burguesa adinerada disponía de medios para adquirir lienzos, lo que constituía una motivación adicional. Los municipios cercanos también se benefician del movimiento creado.
En 1914, en el Salon de la Société Artistique de Picardie, 89 artistas exhibieron 223 pinturas, representando un factor de notoriedad representativo del movimiento.
Probablemente en relación con esta colonia artística, Montreuil acogió en 1907 a varios artistas, entre ellos nombres tan prestigiosos como Georges Braque y André Derain.

## Secuelas
Con el estallido de la guerra en 1914, los artistas de la colonia se dispersaron por otros lugares y el ejército inglés finalmente convirtió el área de dunas de la parte trasera de la ciudad en un vasto campo de tránsito, lo que a su vez provocó ataques aéreos y cierta devastación en la ciudad. Se instalaron varios hospitales para los heridos en los combates cercanos y un enorme cementerio militar. Justo antes de dejar el área en 1914, William Lee Hankey tuvo tiempo de observar las consecuencias para la gente común de la invasión alemana de Francia y Bélgica. Su resultado fue el aguafuerte particularmente llamativo de "Los refugiados". Luego pasó a servir con los Artists Rifles de 1915 a 1918 y después regresó a su hogar en Francia.
Algunos artistas estadounidenses también aguantaron por un tiempo. Escribiendo en el New York Times en febrero de 1915, el recién regresado Arnold Slade dio cuenta de la acumulación militar en el área. También mencionó cómo los artistas estadounidenses de la ciudad se habían ofrecido como voluntarios para turnos de 12 horas alimentando a las tropas. Pero casi el único artista que se quedó en Étaples durante la guerra y registró la actividad militar allí fue Iso Rae. Mientras trabajaba para el Destacamento de Ayuda Voluntaria (VAD) de la Cruz Roja Británica entre 1915 y 1919, produjo alrededor de 200 dibujos al pastel del campamento del ejército y la vida de los soldados allí. Realizados en el escaso tiempo que le sobraba de sus funciones, son de gran interés documental pero difieren en estilo de su trabajo habitual.
Otro voluntario médico relacionado con el campamento fue el originario de Yorkshire Fred Lawson (1888–1968), que pintó acuarelas de la ciudad y sus alrededores. También hubo algunos que pintaron entre los uniformados. William McDougall Anderson (1883–1917) fue un artista escocés de vidrieras que fue Lance Corporal e hizo algunos estudios mientras pasaba por Étaples en octubre de 1916. Sirviendo en el ejército australiano estaba el comandante Edwin Summerhayes. Originalmente arquitecto de Perth, Australia Occidental, ejecutó varias acuarelas de daños de la guerra en el área (y en el frente) en 1917, así como una vista del Canche en Paris Plage desde los campos de entrenamiento conocidos como la 'plaza de toros'.
Dos artistas de guerra estuvieron presentes durante el ataque aéreo alemán a Étaples en mayo de 1918, que también tuvo como objetivo los hospitales. Austin Spare, que estaba en el Royal Army Medical Corps, registró la escena de devastación que dejó el ataque. Un soldado británico muerto yace en medio de cientos de tablones de madera astillados que provienen de las cabañas de madera dañadas que recubren el fondo de la composición. El brazo de otro hombre muerto emerge de los escombros. J. Hodgson Lobley (1878–1954), que también servía en la RAMC en ese momento, imaginó a hombres construyendo una cabaña subterránea que serviría como refugio. A John Lavery, uno de los artistas oficiales de guerra británicos, la enfermedad le impidió salir del país durante la guerra, pero visitó Étaples en 1919. Conmovido por la vista del cementerio de guerra, antes de que fuera designado oficialmente por la Comisión de Tumbas de Guerra, lo pintó en su arena cruda. También pintó la residencia de oficiales sobre el puente en el privilegiado Le Touquet.
Muchos poetas soldados también pasaron por el campamento de Étaples, entre ellos Wilfred Owen, quien lo comentó desfavorablemente. Sin embargo, su preocupación se centró principalmente en la lucha tierra adentro y hay pocos poemas específicamente relacionados con la ciudad. La mayoría de los que conocemos eran de autores que luego se destacaron por su prosa. JRR Tolkien 'escribió un poema sobre Inglaterra' mientras se dirigía al frente en 1915. CS Lewis resultó herido en 1918 y escribió muchos de los poemas de su Spirits in Bondage (1919) mientras estaba en el Liverpool Merchants Mobile Hospital en Étaples. Una residente a largo plazo fue la compañera voluntaria de Iso Rae, Vera Brittain, cuyos Verses of a VAD (1918) fueron escritos mientras trabajaba en el hospital militar y se basaron en sus experiencias allí. Muriel Stuart también dedicó un poema al pueblo en su primera colección, que incluía varias referencias a la guerra:
'Étaples', una palabra extraña y vaga
Deletreada en los labios de las armas
Donde todo lo que nuestros corazones salvajes amaban
¡Pasó una vez con el regimiento! 
Algunos artistas residentes de la colonia regresaron después de la guerra, entre ellos Myron Barlow, Arthur Baker-Clack y Henry Tanner, que había estado trabajando para la Cruz Roja Americana en Francia. En 1923 fue nombrado caballero de la Legión de Honor por su obra como artista, al igual que Barlow en 1932. Iso Rae se trasladó de Étaples a Trépied, donde permaneció hasta 1932, con Tanner como vecino. Pero, como registra el biógrafo de este último, «la vida en Trépied nunca volvería a ser lo que había sido antes de la guerra. Todavía existía una colonia de artistas... pero faltaba algo. Muchos de los viejos residentes no regresaron y los que lo hicieron estaban menos al día. Ya no estaban a la vanguardia de los desarrollos artísticos y la mayoría había preferido recuperar lo aprendido y renovar los enfoques tradicionales en sus propios países.